# Die Säule

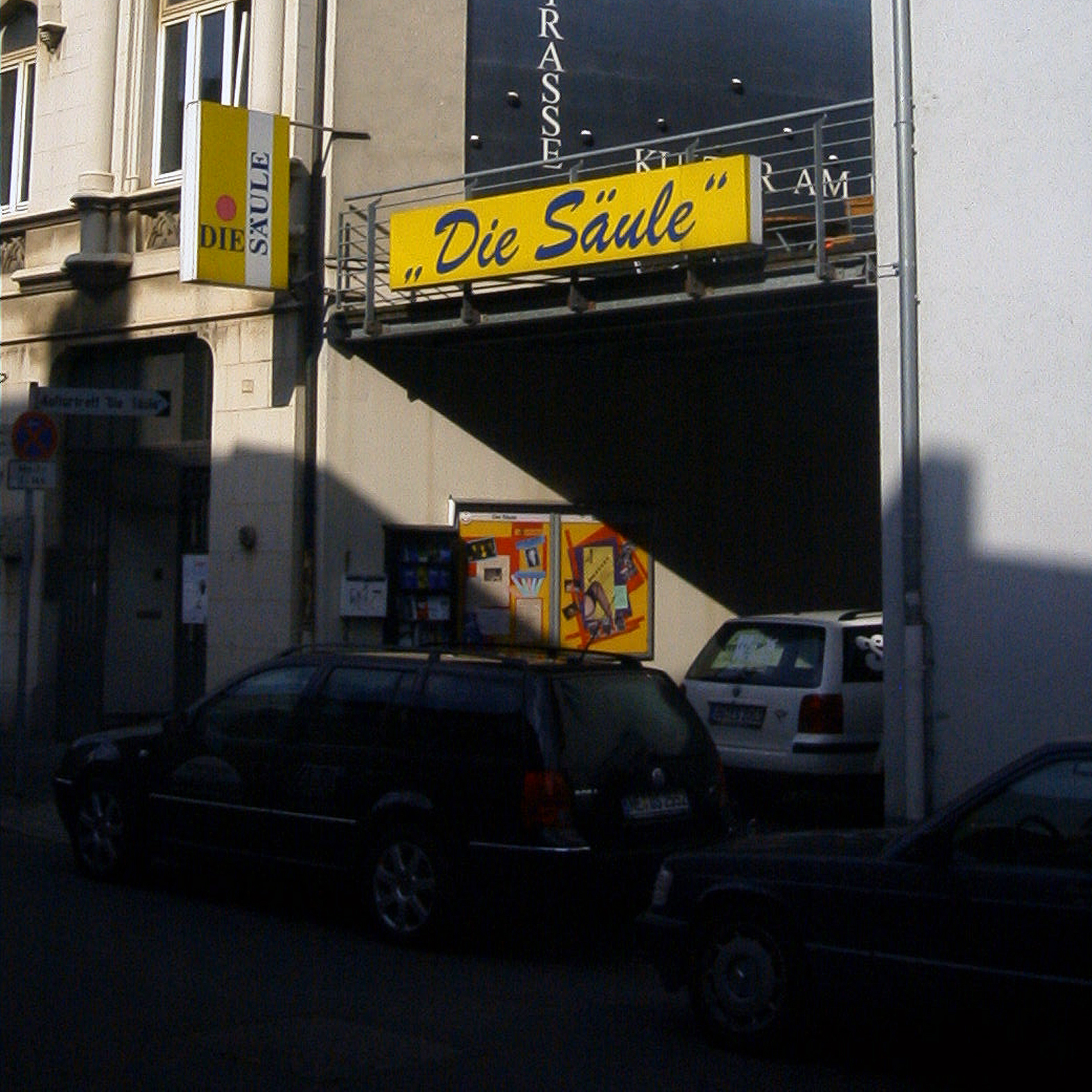
Durchgang zum Theater, Goldstraße

Die Säule ist ein Kleinkunsttheater in Duisburg.
Es wurde im Jahre 1995 gegründet. Der Name geht auf zwei goldfarbene Säulen zurück, die sich vor der Bühne des 99 Besucher fassenden Theaterraums befinden. Das Theater verfügt über ein eigenes Ensemble.
Neben Theaterstücken und Kabarettauftritten werden Literaturlesungen veranstaltet.
Das Theaterstück Offene Zweierbeziehung von Dario Fo und Franca Rame wurde eigens für das Kleinkunsttheater produziert. Der deutsche Dramatiker Tankred Dorst hat sein Schauspiel Kupsch selbst in Zusammenarbeit mit dem Schauspieler Wolfgang Hinze in der Säule uraufgeführt.